# Rhein-Fischschutzzonen zwischen Emmerich und Bad Honnef
Rhein-Fischschutzzonen zwischen Emmerich und Bad Honnef este o arie protejată (arie specială de conservare — SAC, sit de importanță comunitară — SCI) din Germania întinsă pe o suprafață de 2.335,76 ha, integral pe uscat.

## Localizare
Centrul sitului Rhein-Fischschutzzonen zwischen Emmerich und Bad Honnef este situat la coordonatele 51°34′35″N 6°36′56″E / 51.5764°N 6.6156°E.

## Înființare
Situl Rhein-Fischschutzzonen zwischen Emmerich und Bad Honnef a fost declarat sit de importanță comunitară în mai 2004 pentru a proteja 5 specii de animale. Situl a fost protejat și ca arie specială de conservare în iunie 2006.

## Biodiversitate
Situată în ecoregiunea atlantică, aria protejată conține 7 habitate naturale: Lacuri eutrofice naturale cu vegetație de tip Magnopotamion sau Hydrocharition, Râuri cu maluri nămoloase cu vegetație de Chenopodion rubri p.p. și Bidention p.p., Pajiști uscate seminaturale și facies de acoperire cu tufișuri pe substraturi calcaroase (Festuco-Brometalia) (* situri importante pentru orhidee), Liziere de ierburi înalte hidrofile de câmpie și de nivel montan până la alpin, Fânețe de joasă altitudine (Alopecurus pratensis, Sanguisorba officinalis), Păduri aluvionare cu Alnus glutinosa și Fraxinus excelsior (Alno-Padion, Alnion incanae, Salicion albae), Păduri mixte riverane de Quercus robur, Ulmus laevis și Ulmus minor, Fraxinus excelsior sau Fraxinus angustifolia, de-a lungul marilor râuri (Ulmenion minoris).
La baza desemnării sitului se află mai multe specii protejate de  pești (5): Alosa alosa, Cobitis taenia Complex, Lampetra fluviatilis, Petromyzon marinus, somonul (Salmo salar).